# Бессарабський виборчий округ
Бессарабський виборчий округ (рос. Бессарабский избирательный округ) — виборчий округ, створений для виборів до Російських Установчих зборів 1917 року.
Виборчий округ охоплював Бессарабську губернію. Розповідь Олівера Редкі значною мірою неповна. За словами Радкі, тільки результати з Кишинева та 3 з 8 повітів могли бути зібрані науковцями. 5 повітів, що не враховувалися, були більш чисельними. Було опубліковано два інших дослідження: один молдовського історика Ґеорґе Коджокару, який містить детальний опис цивільних голосів, що охоплює майже дві третини тих, що були подані в Бессарабії, і, як повідомляється, повний набір, наданий радянським автором Г. Устиновим. У Бессарабії боролися 17 списків. Демографічно район поділявся між румунами (48 %), українцями (20 %) та росіянами (8 %). Серед обраних депутатів есерівські депутати були євреями чи росіянами, тоді як депутати селянської ради, які виступали за автономію Бессарабії, були румунами.

## Результати
За даними Ґеорґе Коджокару, з 401 230 голосів Рада селянських депутатів отримала 147 200 голосів (36,7 %), есери — 125 098 голосів (31,2 %), Єврейський народний виборчий комітет — 42 506 голосів (10,6 %), більшовики і меншовики Інтернаціоналісти 27722 (6,9 %), Молдовська національна партія і Бессарабський союз кредитно-ощадних товариств 8816 голосів (2,2 %), Українські соціалістичні організації 16210 (4 %), кадети 18073 голоси (4,5 % голосів), Союз землевласників 6022 голосів (1,5 %), Бунд/меншовики 3388 голосів (0,8 %), Бессарабська народно-соціалістична робітнича партія 1206 голосів (0,3 %), Соціалістична партія робітників Південно-Східної залізниці 488 голосів (0,1 %), Союз громадян німецької національності 1670 голосів (0,4 %), Кооперативна група 2518 голосів (0,6 %), 3-я дільниця Телицької волості Бендерського повіту 29 голосів (0 %), жителі Телицької волості 20 голосів. (0 %), 4-й уділ Телицької волості 30 голосів (0,0 %), а Поалей-Ціон 1629 голосів (0,4 %).
За словами Віктора Сержа, у голосуванні взяли участь близько 600 000 осіб, при цьому Селянська рада отримала близько 200 000 голосів, есери — 229 000 голосів, Єврейський національний список — 60 000, кадети — 40 000 і Молдовська національна партія — 14 000.
У м. Кишиневі єврейський народний виборчий комітет отримав 9054 голоси (31,3 %), есери — 5617 голосів (19,4 %), більшовики — 5449 голосів (18,8 %), кадети — 3024 голоси (10,5 %), Союз землевласників — 1956 голосів (6,8 %), меншовицько-бундівський союз 1441 голос (5 %), Український список 1088 голосів (3,8 %), селянський список 472 голоси (1,6 %), Молдовська національна партія 407 голосів (1,4 %), Народні соціалісти 276 голосів (0,9 %), Поалей-Ціон 51 голос (0,2 %), німецький список 47 голосів (0,2 %), Соціалістична партія залізничників 33 голоси (0,1 %), кооперативний список 11 голосів і 16 голосів за залишилося 3 списки. У Кишинівському гарнізоні було віддано близько 12 000 голосів (60 % явка виборців); Список інтернаціоналістів набрав 4859 голосів, есерів — 4689 голосів, за українських соціалістів — 845, за кадетів — 704.